# Tarik Marzouk
Pour les articles homonymes, voir Marzouk.
Tarik Marzouk est un footballeur marocain né le 13 février 1982 à Kenitra au Maroc. Il évolue actuellement au club des FAR de Rabat.

## Biographie
Dès l’âge de huit ans, Marzouk commence à taper dans un ballon. En 1998, sa famille s’installe à Kénitra, et c’est dans cette ville qu'il a vraiment eu le coup de foudre pour le football. Il commence à jouer pour un club du quartier «Assiham», puis il rejoint les cadets du KAC de Kénitra en 1999. Trois ans plus tard en 2002, il gagne le championnat national juniors avec le KAC de Kénitra qui comprenait Ahmed Ouali Alami, Younes Habil, Abderrazak El Mnasfi et avec comme coach l’ancienne gloire du club Mahjoub Bikri. La même année (2002), il est convoqué en équipe «A» face au Raja de Casablanca en Coupe du Trône. Mais il n'arrive pas à s'imposer comme titulaire. Lors de la saison 2003-2004 et malgré son statut de senior, il joue souvent avec les juniors avant d’être prêté à l’équipe voisine de la Renaissance de Kénitra. Le KAC de Kénitra descend en D2 à la fin de cette saison.
De retour au bercail en 2004, il gagne sa place de titulaire à la pointe de l’attaque jusqu’à son transfert en 2007 pour l’AS FAR. Entre-temps, il a eu l’occasion de jouer avec l’équipe nationale universitaire aux mondiaux d’Izmir en Turquie et puis deux ans plus tard à Belgrade en Serbie. A Izmir, les marocains ont remporté la médaille de bronze après avoir battu le Brésil et Marzouk se fait principalement remarquer en inscrivant le meilleur but du tournoi d’un coup de ciseaux face à la République tchèque.
En juillet 2007, Tarik Marzouk entame ses débuts en Ligue des Champions de la CAF avec les FAR de Rabat. Le jeudi 17 juillet 2008, il marque son premier but avec les FAR de Rabat lors de la Morocco Summer Cup, un tournoi amical d'été se déroulant au Maroc. Contre le FC Nantes, il inscrit l'unique but du match qui donne la victoire au club marocain face au club français.

## Carrière
- 1999 - 2003 : Kénitra AC  Maroc
- 2003 - 2004 : RS Kénitra  Maroc (Prêt)
- 2004 - 2007 : Kénitra AC  Maroc
- 2007 - 2010 : FAR Rabat  Maroc
- 2010 - 2010 : MA Tétouan  Maroc (Prêt)
- 2010 - 2011 : FAR de Rabat  Maroc[1]
- 2011 - 2012 : Kénitra AC  Maroc
- 2012 - 2014 : Sheikh Russell KC  Bangladesh

## Palmarès
- 2005 : Médaille de bronze aux Jeux Universitaires à Izmir en Turquie
- 2007 : Vice-champion du Maroc GNF 2
- 2008 : Champion du Maroc

## Distinctions
- 2007 : Meilleur buteur du championnat marocain GNF 2 (13 buts)